# Salentia margiana
Salentia margiana är en tvåvingeart som beskrevs av Zaitzev 1977. Salentia margiana ingår i släktet Salentia och familjen stilettflugor. Inga underarter finns listade i Catalogue of Life.